# ليديان ميموشاج
ليديان ميموشاج (Ledian Memushaj) (7 ديسمبر 1986 في فلوره في ألبانيا – )؛ هو لاعب كرة قدم كان يلعب كلاعب وسط. يلعب مع منتخب ألبانيا لكرة القدم منذ عام 2010.

## وصلات خارجية
- ليديان ميموشاج على موقع الاتحاد الدولي (مؤرشف)  (الإنجليزية)
- ليديان ميموشاج على موقع الاتحاد الأوربي (الإنجليزية)
- ليديان ميموشاج على موقع قاعدة بيانات كرة القدم.إي يو (الإنجليزية)
- ليديان ميموشاج على موقع ناشيونال فوتبول تيمز (الإنجليزية)
- ليديان ميموشاج على موقع Soccerway.com (الإنجليزية)
- ليديان ميموشاج على موقع عالم كرة القدم.نت (الإنجليزية)
- ليديان ميموشاج على موقع AS.com (الإسبانية)